# Сарко, Иосиф бен-Иуда
Иосиф бен-Иуда Сарко, также Зарко или Зарик (первая половина XV века), — итальянский грамматик и поэт еврейского происхождения .

## Биография
Сын Иуды (бен-Иуда). Кармоли утверждал, что родиной Сарко был Неаполь и что был он учителем известного учёного Иуды Мессер-Леона.
Ибн Яхья, ошибочно смешивая Сарко с его внуком, Иосифом Сарко II, называет первого современником Илии Левиты, жившего в XVI веке.

## Труды
- «Rab Pealim» (רב פעלים) — аналитическая еврейская грамматика (1429 г.)[1];
- «Baal ha-Laschon» — еврейский словарь, в котором часто цитируется предыдущая грамматика Сарко; Цунц, однако, считает автором словаря не Сарко, a некоего Иосифа бен-Иоцадак. Часть грамматики (об именах числительных) была напечатана в конце кн. Руфи и Плача Иеремии в издании Августа Юстиниана, под заглавием «Sefer ha-Misparim» (Париж, 1520)[1].
- Стихи Сарко в его грамматике после предисловия были опубликованы Дукесом в «Literaturblatt des Orients» (VIII, 441)[1].